# Columnea angustata
Columnea angustata là một loài thực vật có hoa trong họ Tai voi. Loài này được (Wiehler) L.E.Skog mô tả khoa học đầu tiên năm 1978.